# Sante Orsola e Caterina
Sante Orsola e Caterina, även benämnd San Nicola dei Funari, var en kyrkobyggnad i Rom, helgad åt de heliga Ursula och Katarina. Kyrkan var belägen i Rione Campitelli, vid Via di Tor de' Specchi, dagens Via del Teatro di Marcello, i närheten av Capitoliums västsluttning.

## Kyrkans historia
En inskrift på en sten från år 1180, som numera återfinns på Palazzo Venezias gård, omtalar konsekreringen av kyrkans högaltare. Kyrkan nämns i Catalogo di Cencio Camerario, en förteckning över Roms kyrkor sammanställd av Cencio Savelli år 1192 och bär där namnet sco. Nicolao Funariorum. Kyrkan var ursprungligen helgad åt den helige Nikolaus. ”Funariorum” åsyftar de repslagare, vilka utövade sitt hantverk i grannskapet. I en förteckning över Roms kyrkor från år 1492 benämns kyrkan S. Nicolai in sinistra scalae Arae Caeli.
År 1599 grundades Confraternita delle Sante Orsola e Caterina i kyrkan Santa Maria della Pietà vid Piazza Colonna. Efter att ha lämnat denna kyrka och under kort tid ha innehaft ett oratorium vid Piazza del Popolo förlänade påve Alexander VII 1662 brödraskapet kyrkan San Nicola dei Funari, vars helgondedikation ändrades till de heliga Ursula och Katarina. Minnet av denna tilldragelse hugfästes genom insättandet av en inskription över kyrkans ingångsportal:

ALEXANDRO VII PONT[IFEX]. OPT[IMUS]. MAX[IMUS].

QUOD

ECCLESIA OLIM PAROCHIALIS S[ANCTI]. NICOLAI DE FUNARIIS

BASILICAE S[ANCTI]. MARCI SUA MUNIFICENTIA UNITA

UT ARCHIFRATERNIATI S[ANCTE]. URSULAE ET CATHARINAE

IN USUM PERPETUUM CONCEDERETUR

AD BENEFICIA PROPENSIOR ANNUERIT

ILL[USTRISSI]MUS REV[ERENDISSI]MUS D[OMI]NUS ORATIUS MATTEIUS PRIMICERIUS

År 1674 upphöjde påve Clemens X brödraskapet till Arciconfraternita och beviljade deras kyrka avlat och privilegier. Ett drygt sekel senare, år 1783, avskaffades brödraskapet och kyrkan överlämnades åt Compagnia dei Preti Secolari Sussudio Ecclesiastico. Dessförinnan hade kyrkan genomgått en restaurering utförd av Carlo de Dominicis.

## Kyrkans exteriör
Fasaden var inkorporerad i ett bostadshus. Dess nedre våning hade tre ingångsportar, varav de två sidoportarna kröntes av gallerförsedda fönster. Nedervåningen dominerades av ingångsportalen med dess doriska kolonner på höga socklar. Ovanför portalen, som kröntes av ett brutet pediment, satt i den övre våningen Alexander VII:s inskription och ovanför denna en fresk föreställande Den heliga Ursula vördande Madonnan. Denna hade under 1600-talets senare hälft ersatt Giovanni de' Vecchis fresk Madonnan och den helige Nikolaus.

## Kyrkans interiör
Högaltaret hade en Nikolaus-ikon och sidoaltarna var invigda åt Ursula respektive Katarina. Presbyteriet hade en elliptisk kupol, kassetterad med rosor. Under 1700-talet utfördes rikliga stuckarbeten i kyrkans interiör. Kyrkans takvalv vilade på joniska pilastrar.

## Rivning
Under 1920-talet företogs en omfattande friläggning av Capitolium-kullen och i stort sett hela bebyggelsen mellan Santa Maria in Aracoeli och Marcellusteatern – såväl sakrala som profana byggnader – revs. Kyrkan Sante Orsola e Caterina demolerades 1929.

## Bilder

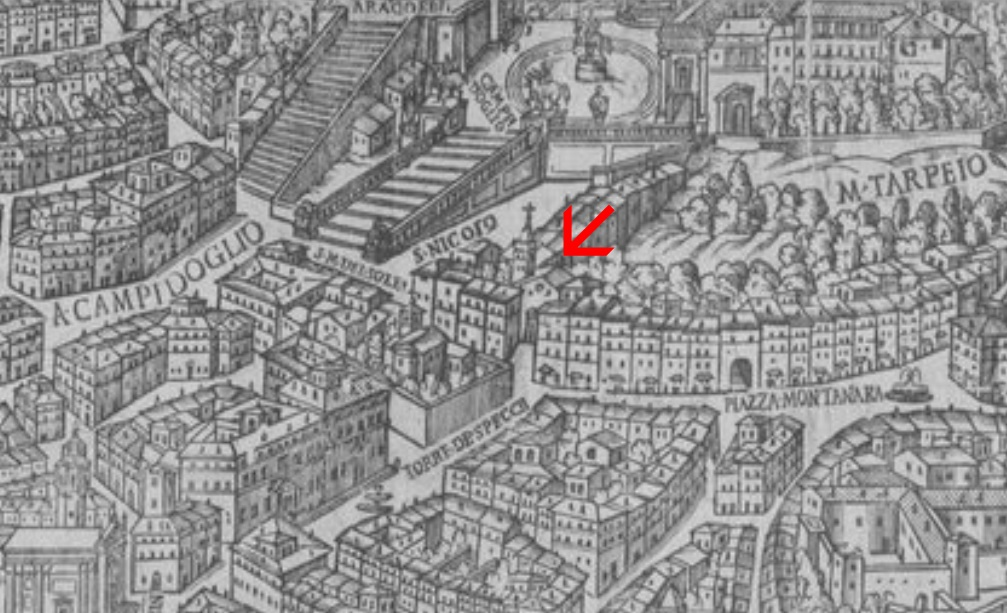
Sante Orsola e Caterina (vid den röda pilen, här benämnd S. NICOΓO) på Maggis, Maupins och Losis Rom-karta från 1625.
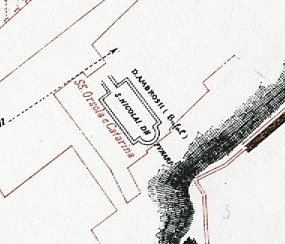
Sante Orsola e Caterina på Rodolfo Lancianis Rom-karta från 1893–1901.